# Abala (Níger)
Abala es una comuna rural de Níger, chef-lieu del departamento homónimo en la región de Tillabéri. En 2012 tenía una población de 75 821 habitantes, de los cuales 37 364 eran hombres y 38 457 eran mujeres.
La localidad fue fundada en 1931 por personas procedentes de Filingué y toma su nombre de una laguna o abrevadero local que en tuareg viene a significar "burbujear". Los colonos franceses promovieron la formación de asentamientos en la zona para facilitar las comunicaciones con Malí, pero entre 1968 y 1976 se produjo una fuerte sequía que detuvo la actividad en los asentamientos. Su principal actividad económica es el pastoreo, con un mercado de ganado los jueves y con cierta actividad agrícola en la zona más meridional. En 2012, el conflicto en el norte de Malí llevó a establecer aquí un campo de refugiados, que en 2013 llegaba a albergar unas catorce mil personas, principalmente tuaregs de las zonas fronterizas.
Se ubica unos 250 km al noreste de la capital nacional Niamey, sobre la carretera RN25 que lleva a la región de Tahoua. Al noroeste del pueblo sale una carretera que lleva a Gao pasando por Ménaka.